# Okręty podwodne typu Le Redoutable
Okręty podwodne typu Rédoutable – sześć pierwszych francuskich okrętów podwodnych z napędem jądrowym, pierwsze też jednostki francuskiego systemu odstraszania nuklearnego. W trakcie służby w latach 1971-2008, przenosiły pociski balistyczne SLBM M1, M2 a następnie M4.

## Lista okrętów
Lista okrętów typu Redoutable.
| Okręt         | Nr boczny | Stocznia                        | Położenie stępki | Wejście do służby |
| ------------- | --------- | ------------------------------- | ---------------- | ----------------- |
| Le Redoutable | S611      | Arsenal de Cherbourg, Cherbourg | 1964             | 1971              |
| Le Terrible   | S612      | Arsenal de Cherbourg, Cherbourg | 1967             | 1973              |
| Le Foudroyant | S610      | Arsenal de Cherbourg, Cherbourg | 1969             | 1974              |
| L'Indomptable | S613      | Arsenal de Cherbourg, Cherbourg | 1971             | 1976              |
| Le Tonnant    | S614      | Arsenal de Cherbourg, Cherbourg | 1974             | 1980              |
| L'Inflexible  | S615      | Arsenal de Cherbourg, Cherbourg | 1980             | 1985              |